# Johann Sabel
Johann Sabel (* 4. August 1875 in Eitorf; † 24. Jänner 1932 in Schützen am Gebirge) war ein österreichischer Politiker (CS) und katholischer Pfarrer. Sabel war von 1923 bis 1927 Abgeordneter zum Burgenländischen Landtag und stand dem Landtag ab 1925 als Zweiter Landtagspräsident vor. 

## Leben
Sabel wurde als Sohn des Kaufmanns Peter Sabel geboren und studierte an den Universitäten Münster, Salzburg und Freilassing. 1902 empfing er die Priesterweihe. Er trat in den Schuldienst und war zwischen 1902 und 1905 Gymnasiallehrer in Deutschland. Nach einer schweren Erkrankung wirkte er ab 1907 als Kaplan in St. Johann, Mosonszentjános der Diözese Győr. Danach war er von 1908 bis 1915 Stadtkaplan in Sopron und danach ab 1915 Pfarrer in Neufeld an der Leitha. 
Zugleich war Sabel Abgeordneter im ungarischen Parlament. Nach dem Ersten Weltkrieg war Sabel ab 1921 Mitglied des Leitungsausschusses der Christlichsozialen Partei für Westungarn, beruflich war er zwischen 1922 und 1929 als Pfarrer von Mannersdorf an der Rabnitz beschäftigt und danach ab 1929 Pfarrer von Schützen. Sabel war vom 13. November 1923 bis zum 20. Mai 1927 Abgeordneter zum Burgenländischen Landtag und ab dem 30. April 1925 Zweiter Landtagspräsident.